# سالاکتین
سالاکتین (ترکی آذربایجانی: Salaketin) یک منطقهٔ مسکونی در جمهوری آرتساخ است که در استان هادروت واقع شده‌است.